# Jolán Kleiber
Jolán Kleiber-Kontsek, madžarska atletinja, * 29. avgust 1939, Budimpešta, Madžarska.
Nastopila je na poletnih olimpijskih igrah v letih 1964 in 1968, ko je osvojila bronasto medaljo v metu diska, leta 1964 pa je bila šesta. Na evropskih prvenstvih je dosegla prav tako bronasto medaljo leta 1962.